# WWE Divas Championship
O WWE Divas Championship foi um título de luta livre profissional com direitos pertencentes à organização estadunidense WWE, sendo disputado pela divisão feminina da empresa (onde as lutadoras são conhecidas como "Divas"). O título foi criado em 6 de junho de 2008 pela até então gerente geral do SmackDown, Vickie Guerrero, mas só foi inaugurado em 20 de julho de 2008 durante o evento The Great American Bash. Em 19 de setembro de 2010, no Night of Champions, Michelle McCool venceu uma luta para unificar o Divas Championship e o WWE Women's Championship, fazendo o título ser conhecido brevemente como Unified Divas Championship. No entanto, em 3 de abril de 2016, no WrestleMania 32, o título das Divas foi aposentado em favor da criação de um novo Women's Championship.
As campeãs das Divas da WWE foram determinadas com a realização de combates de luta profissional, em que as vencedoras de cada combate são pré-determinadas por um roteiro. Um total de 17 lutadoras, distribuídas em 26 reinados distintos, conquistaram o Divas Championship. A primeira campeã foi Michelle McCool e a última foi Charlotte.

## História

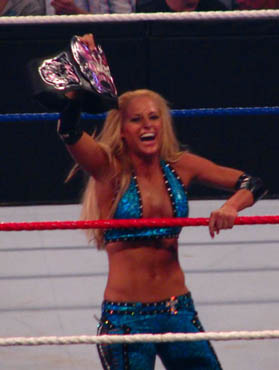
Michelle McCool, a campeã inaugural.

WWE Divas, ou apenas Divas, é o termo usado pela WWE para se referir às suas empregadas do sexo feminino. O primeiro título dedicado para as mulheres da empresa foi o WWE Women's Championship em 18 de Setembro de 1956, logo após The Fabulous Moolah fechar contrato com a empresa, levando o título da National Wrestling Alliance, sendo conhecida legalmente como a primeira campeã do título.
O segundo prêmio destinado a elas foi o Woman of the Year ("Mulher do Ano") que era entregue a lutadora que tivesse o melhor desempenho durante um determinado ano, este sendo inaugurado em 17 de Dezembro de 1987 por Miss Elizabeth. O prêmio foi modificado para Miss Slammy ("Senhorita Slammy"), Diva of the Decade ("Diva da Década") e hoje é conhecido como Diva of the Year ("Diva do Ano"). O último prêmio foi entregue a Nikki Bella em 8 de dezembro de 2015 durante o Slammy Awards.
Com a primeira WWE Brand Extension, foi criada uma divisão entre os funcionários da WWE em diferentes programas de televisão. Em 2002, o WWE Women's Championship era originalmente defendido em ambos programas. Em um momento do ano, o título se tornou exclusivo para o Raw. Depois disso, apenas Divas pertencentes ao Raw foram capazes de competir pelo título, enquanto as Divas do SmackDown foram incapazes de competir por um título. No entanto, em algumas ocasiões, o regulamento foi contornado com Melina, Ashley, Torrie Wilson e Nidia disputando o título, mas nenhuma foi bem sucedida.

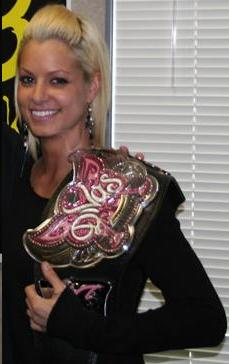
Maryse foi a primeira mulher a conquistar o Divas Championship em mais de uma ocasião.

Como resultado, a WWE criou o WWE Divas Championship e introduziu-o no episódio de 6 de junho de 2008 do SmackDown, quando a então Gerente Geral Vickie Guerrero anunciou a criação do título. O cinturão foi apresentado oficialmente em 4 de Julho de 2008 em um episódio do SmackDown. Depois de vencer respectivos combates para ganhar o campeonato, Michelle McCool derrotou Natalya no The Great American Bash para se tornar a campeã inaugural. Quando Maryse ganhou o título de McCool em dezembro de 2008, ela deslocou o joelho em um evento ao vivo no final do mês. Semelhante à forma como Trish Stratus manteve o Women's Championship após ser afastada por uma hérnia de disco em 2005, Maryse foi capaz de manter o título das Divas até seu retorno em janeiro de 2009. Como parte do WWE Draft 2009, a então campeã Maryse foi uma das pessoas transferidas para o Raw, no processo tornando o título exclusivo para o Raw.
Em 4 de janeiro de 2010, a WWE anunciou que o título estava vago devido a atual campeã Melina estar lesionada no ligamento cruzado anterior. Um torneio foi iniciado nas semanas seguintes durante o Raw, onde a ex-campeã das Divas Maryse se qualificou ao derrotar Brie Bella, Alicia Fox qualificou-se derrotando Kelly Kelly, Eve Torres derrotando Katie Lea Burchill enquanto Gail Kim derrotou a ex-campeã Jillian Hall. Nas semi-finais, Maryse derrotou Eve Torres, e Gail Kim derrotou Alicia Fox. Em 21 de fevereiro, no Elimination Chamber, Maryse e Gail Kim se enfrentariam na final do torneio, mas a gerente geral Vickie Guerrero mudou o combate para uma luta de equipes entre as duas contra LayCool (Layla e Michelle McCool), que as derrotaram. Na noite seguinte no Raw Maryse derrotou Gail Kim, tornando-se a primeira Diva a se tornar campeã por mais de uma vez.
Foi anunciado no episódio de 30 de agosto de 2010 no Raw que o Divas Championship seria unificado com o WWE Women's Championship em um combate no evento Night of Champions, onde Michelle McCool lutou pela Women's Champion Layla, sua parceira de equipe, derrotando a atual campeã das Divas, Melina. Com isso, o título (brevemente conhecido como WWE Unified Divas Championship) tornou-se acessível para todas as Divas da WWE, e a campeã poderia aparecer em ambos os shows, uma situação tornada permanente após o fim das extensões de marcas em 2011.
Em 3 de abril de 2016, durante o WrestleMania 32, Lita revelou que o WWE Women's Championship havia sido reativado, assim aposentando o WWE Divas Championship. A então campeã das Divas, Charlotte, derrotou Becky Lynch e Sasha Banks e conquistou o Women's Championship.

## Reinados
Houve 26 reinados. A campeã inaugural foi Michelle McCool, que derrotou Natalya no The Great American Bash em 20 de julho de 2008. A última foi Charlotte.
Eve Torres e AJ Lee- três vezes Divas Champion - tem os maiores números de reinados na história do título. O segundo reinado de Nikki Bella é o mais longo da história do título com 301 dias, já o de Jillian Hall é o mais curto atual campeão, com duração de 5 minutos. A campeã mais velha é Layla, que ganhou com a idade de 34 e campeã mais nova é Paige que ganhou o cinturão com 21 anos.